# بنطس (جرندة)
بُنْطُس (بالإسبانية: Pontós) بلدية تقع في مقاطعة جرندة التابعة لمنطقة قطلونية شمال شرق إسبانيا.

## الديموغرافيا
بلغ عدد سكان بلدية بونتوس 233 نسمة عام 2011 (وفقاً للمعهد الوطني الإسباني للإحصاء).
| 216 | 211 | 217 | 219 | 212 | 244 | 233 |